# Idaea renularia
Idaea renularia är en fjärilsart som beskrevs av Jacob Hübner 1800/08. Idaea renularia ingår i släktet Idaea och familjen mätare. Inga underarter finns listade i Catalogue of Life.